# Єне Фухс
Єне Фухс, також Єньо Фухс (угор. Fuchs Jenő, 29 жовтня 1882) — угорський фехтувальник, олімпійський чемпіон.

## Виступи на Олімпіадах
| Олімпіада      | Дисципліна      | Місце |
| -------------- | --------------- | ----- |
| Лондон 1908    | шабля, особисті | 1     |
| Лондон 1908    | шабля, командні | 1     |
| Стокгольм 1912 | шабля, особисті | 1     |
| Стокгольм 1912 | шабля, командні | 1     |